# Philharmonia Chor Wien
Der Philharmonia Chor Wien wurde 2002 gegründet. Dies geschah auf Initiative von Gerard Mortier, des ehemaligen Intendanten der Salzburger Festspiele. Das Ensemble nannte sich zunächst, je nach Projekt, Chor der RuhrTriennale bzw. Festspielchor Baden-Baden. Seit 2006 tritt der Chor als eigenständiger Verein unter dem Namen Philharmonia Chor Wien auf. Gründer und Chorleiter ist Walter Zeh.

## Projekte und Aufgaben
Der Chor gastierte – unter Dirigenten wie Claudio Abbado, Marc Minkowski, Kent Nagano u. a. –  in Opernproduktionen des Musikfestes Bremen (L’Arlésienne), in Reggio Emilia und Ferrara (Die Zauberflöte), im Festspielhaus Baden-Baden (Parsifal, Die Zauberflöte und Tannhäuser) sowie bei der RuhrTriennale (Don Giovanni, Die Zauberflöte). Bei der RuhrTriennale im 2007 bewies der Chor seine Vielseitigkeit bei der Mitwirkung in Wilhelm Genazinos Theaterstück Courasche oder Gott lass nach in der Duisburger Gebläsehalle, sowie bei Falk Richters Unter Eis in der Jahrhunderthalle Bochum.
2010 debütierte der Chor bei den Salzburger Pfingstfestspielen, sowie beim Ravenna Festival und realisierte unter Leitung von Riccardo Muti Mozarts La Betulia liberata szenisch und Jommellis La Betulia liberata konzertant. 2011 folgte – wiederum in Salzburg und Ravenna – Mercadantes Oper I due Figaro. Diese Produktion war auch 2012 im Teatro Real von Madrid und im Teatro Colón von Buenos Aires zu sehen und zu hören. Zur Verleihung der Ehrenmitgliedschaft am Gerard Mortier schreibt das Ensemble: „Wir wollen das große Vertrauen, das Gerard Mortier in uns gesetzt hat, auch in Zukunft erfüllen, unseren Weg in seinem Sinne weitergehen und werden ihm stets ein ehrendes Andenken bewahren.“ 2013 und 2014 übernahm der Chor zentrale Opernproduktionen der Salzburger Festspiele – Falstaff und Don Giovanni – beide im Haus für Mozart.
Neben der Oper ist das Ensemble auch als Konzertchor tätig. Silvester und Neujahr 2006/2007 sang der Chor in Bochum Bernsteins Chichester Psalms und Ausschnitte aus Porgy and Bess mit den Bochumer Symphonikern unter Stephen Sloane. Bei den Salzburger Pfingstfestspielen 2011 stand in der Felsenreitschule Cherubinis Requiem unter Riccardo Muti auf dem Programm, zur Eröffnung des Musik-Festivals Grafenegg ebenfalls 2011 Beethovens Neunte mit dem Tonkünstler-Orchester Niederösterreich unter Andrés Orozco-Estrada. Ein weiteres Eröffnungskonzert sang der Chor im Dom zu Monreale bei der 54. Editione Festival di Musical Sacra unter Reinhard Seehafer mit Haydns Schöpfung im November 2011.

## Opernproduktionen (Auswahl)
- 2008: Le nozze di Figaro – Gastspiel der Salzburger Festspiele in Nagoya, Osaka und Tokyo
- 2009: Der Rosenkavalier (Dir: Christian Thielemann) – Festspielhaus Baden-Baden, anschließend konzertant in Paris und München
- 2009: Der Freischütz (Dir: Thomas Hengelbrock, R: Robert Wilson) – Festspielhaus Baden-Baden, anschließend konzertant beim Lucerne Festival
- 2009: Der Rosenkavalier (Dir: Christian Thielemann) – Festspielhaus Baden-Baden
- 2010: La Betulia liberata (Dir: Riccardo Muti) – Salzburger Pfingstfestspiele, danach beim Ravenna Festival
- 2011: I due Figaro von Saverio Mercadante (Dir: Riccardo Muti) – Salzburger Pfingstfestspiele, danach beim Ravenna Festival, in Madrid und Buenos Aires
- 2013: Falstaff – Salzburger Festspiele
- 2013: Parsifal – Poly Theater, Peking (Dir: Gustav Kuhn, R: Michael Schulz)
- 2014: Don Giovanni – Salzburger Festspiele (Dir: Christoph Eschenbach, R: Sven-Eric Bechtolf)
- 2015: Tosca – Opernfestspiele St. Margarethen (Dir: Michael Güttler, R: Robert Dornhelm)
- 2017: Der Mieter von Arnulf Herrmann, Libretto: Händl Klaus (nach dem Roman von Roland Topor) – Oper Frankfurt (Dir: Kazushi Ōno, R: Johannes Erath)

## Ehrenmitglied
- seit 2012 Gerard Mortier, langjähriger Intendant der Salzburger Festspiele